# Дубровицький провулок
Дубро́вицький прову́лок — провулок в Оболонському районі міста Києва, місцевість Пріорка. Пролягає від Дубровицької вулиці до кінця забудови.

## Історія
Провулок виник у середині XX століття під назвою 895-та Нова вулиця. Сучасна назва — з 1953 року.
У 1990-х та 200-х роках провулок був скорочений через забудову , до цього по всьому провулку пролягав приватний сектор